# AnnaSophia Robb

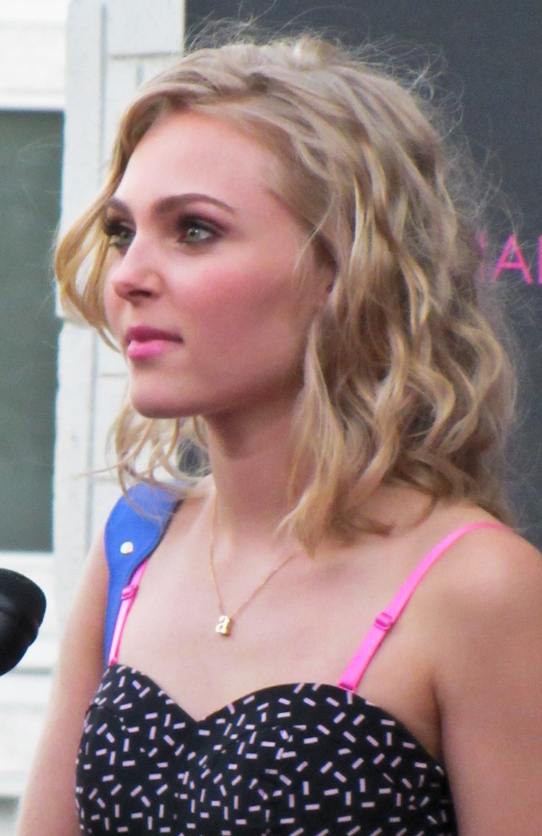
AnnaSophia Robb, 2013

AnnaSophia Robb (* 8. Dezember 1993 in Denver, Colorado) ist eine US-amerikanische Schauspielerin.

## Leben
Aufgewachsen bei ihren Eltern Janet M. und David Robb, wurde sie im Alter von zehn Jahren von McDonald’s entdeckt und für einen Werbespot verpflichtet. Mit einer Rolle in Charlie und die Schokoladenfabrik, in der sie neben Johnny Depp, Christopher Lee und Freddie Highmore vor der Kamera stand, wurde sie erstmals international bekannt. Einen weiteren entscheidenden Erfolg feierte Robb 2007 mit dem Kinderfilm Brücke nach Terabithia.
Während der Dreharbeiten zu The Reaping – Die Boten der Apokalypse schrieb sie eine kurze Horrorgeschichte mit dem Titel Backseat Swamp. Außerdem beherrscht sie Breaking und Irish Dance.
2011 spielte sie in dem Film Soul Surfer in der Hauptrolle die Surferin Bethany Hamilton. In der Sex-and-the-City-Prequel-Jugendserie The Carrie Diaries des Senders The CW war Robb von Januar 2013 bis Januar 2014 zwei Staffeln lang in der Hauptrolle der Carrie Bradshaw zu sehen. Das Prequel basiert auf dem gleichnamigen Roman von Candace Bushnell.
Seit 2022 ist sie mit Trevor Paul verheiratet.

## Filmografie (Auswahl)
- 2004: Drake & Josh (Fernsehserie, Episode 2x10)
- 2004: Samantha: An American Girl Holiday
- 2005: Winn-Dixie – Mein zotteliger Freund (Because of Winn-Dixie)
- 2005: Charlie und die Schokoladenfabrik (Charlie and the Chocolate Factory)
- 2007: Brücke nach Terabithia (Bridge to Terabithia)
- 2007: The Reaping – Die Boten der Apokalypse (The Reaping)
- 2007: Dream It Out Loud (Have Dreams, Will Travel)
- 2008: Jumper
- 2008: Sleepwalking
- 2008: Thomas in geheimer Mission (Spy School)
- 2009: Die Jagd zum magischen Berg (Race to Witch Mountain)
- 2010: The Space Between
- 2011: Soul Surfer
- 2013: Ganz weit hinten (The Way, Way Back)
- 2013: Khumba (Stimme)
- 2013–2014: The Carrie Diaries (Fernsehserie, 26 Episoden)
- 2015: Jack of the Red Hearts
- 2016–2017: Mercy Street (Fernsehserie, 12 Episoden)
- 2018: Down a Dark Hall
- 2019: The Act (Fernsehserie, 6 Episoden)
- 2020: Little Fires Everywhere (Miniserie, 2 Episoden)
- 2020: Day by Day (Fernsehserie, 2 Episoden)
- 2020: Words on Bathroom Walls
- 2020: The Expecting (Fernsehserie, 11 Episoden)
- 2021: Lansky – Der Pate von Las Vegas (Lansky)
- 2021: Dr. Death (Miniserie, 5 Episoden)
- 2022: Ziwe (Fernsehserie, 1 Episode)
- 2024: Rebel Ridge

## Auszeichnungen
Sie wurde 2005 für ihre Rolle in Samantha: An American Girl Holiday für den Young Artist Award als beste Darstellerin in einer Fernsehserie oder Miniserie nominiert. 2006 wurde AnnaSophia erneut für den Young Artist Award für ihre Rolle in Winn-Dixie als beste Darstellerin in einem Kinofilm nominiert. Bei den Young Artist Awards 2008 konnte sie den Preis als beste jugendliche Hauptdarstellerin für ihre Rolle in Brücke nach Terabithia gewinnen. 2011 erhielt sie bei den Teen Choice Awards eine Nominierung als beste Darstellerin in einem Filmdrama. 2013 erhielt sie bei den Young Hollywood Awards den Preis als Superstar Female of Tomorrow.